# Pęszyno
Pęszyno – wieś sołecka w Polsce położona w województwie mazowieckim, w powiecie płockim, w gminie Bielsk.
Wieś wchodzi w skład sołectwa Umienino
W latach 1975–1998 miejscowość administracyjnie należała do województwa płockiego.